# Tollegno
Tollegno ist eine Gemeinde mit 2352 Einwohnern (Stand 31. Dezember 2023) in der italienischen Provinz Biella (BI), Region Piemont.
Die Nachbargemeinden sind Andorno Micca, Biella, Pralungo und Sagliano Micca.
Der Schutzpatron des Ortes ist San Germano.

## Geographie
Der Ort liegt auf einer Höhe von 495 m über dem Meeresspiegel.
Das Gemeindegebiet umfasst eine Fläche von drei km².

## Einzelnachweise

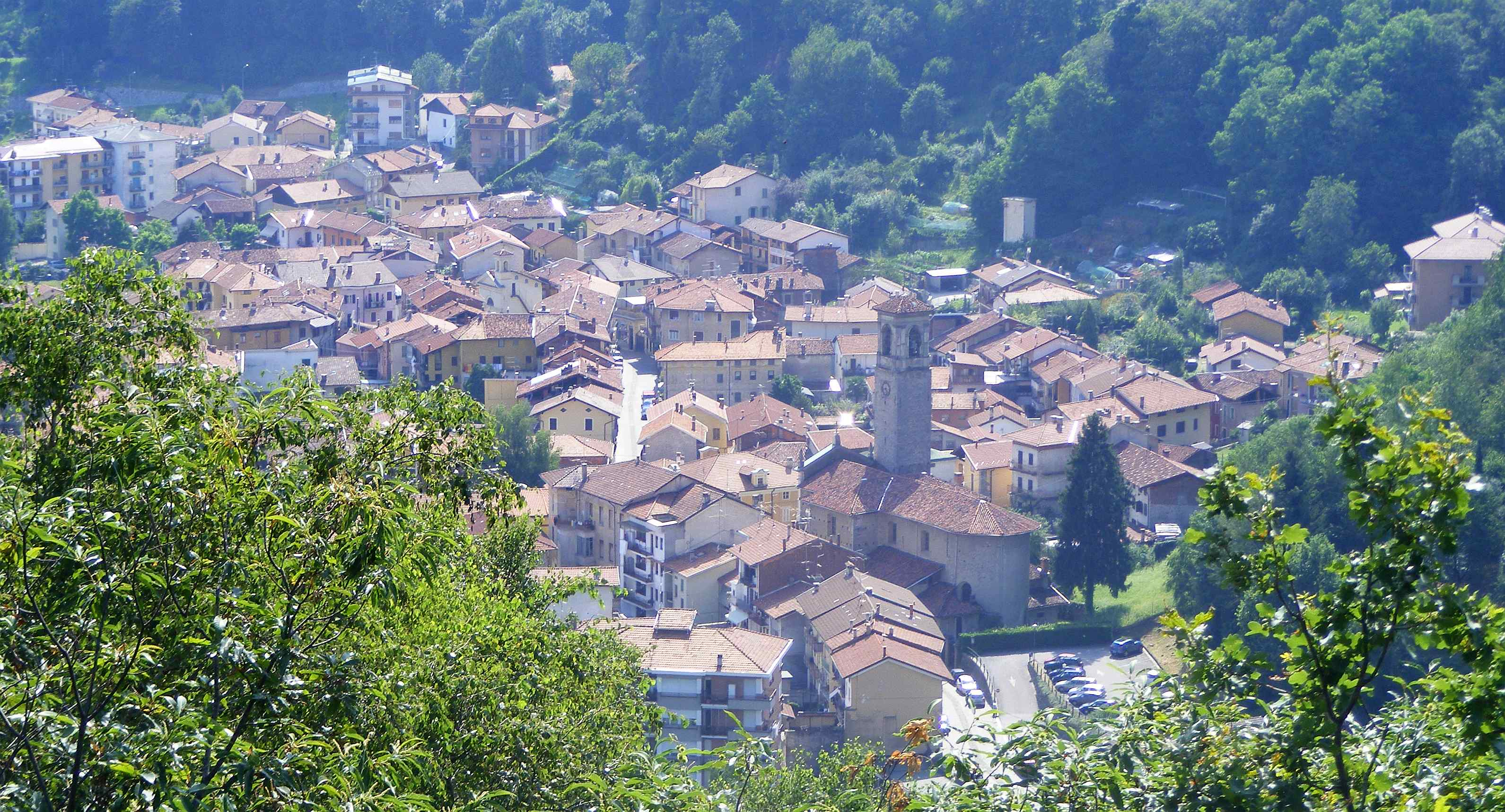
Panorama